# Dermsdorf
Dermsdorf ist ein Ortsteil von Kölleda im Landkreis Sömmerda in Thüringen. Der Ort liegt im Thüringer Becken.

## Lage
Dermsdorf befindet sich etwa acht Kilometer (Luftlinie) östlich der Kreisstadt Sömmerda und etwa 4,5 Kilometer vom Stadtzentrum von Kölleda entfernt. Etwa 1,5 Kilometer östlich befindet sich am Freibad eine Niederung mit dem Streitsee – eine natürliche Wasserfläche und zugleich Quellgebiet des Baches Monna, der dicht südlich um Dermsdorf vorbeifließt.

## Geschichte
Dermsdorf wurde am 22. Januar 1994 durch das Thüringer Neugliederungsgesetz vom 27. August 1993 nach Kölleda eingemeindet.
Im Jahr 2011 gab es den archäologisch bedeutenden Depotfund von Dermsdorf: Beim Bau der Ortsumgehung fand man auf einer Fläche von 7000 m² Pfosten, Abfallgruben und Gräber der frühen Bronzezeit (ca. 2000–1700 v. Chr.) und aus dem Mittelalter (8.–11. Jahrhundert). Herausragend war dabei ein Depot von rund 100 Bronzebeilen in einem Tongefäß.
Diese waren an der Giebelseite eines Hauses aus der frühen Bronzezeit vergraben. Mit 44 Metern Länge gilt es als eines der größten bekannten urgeschichtlichen Gebäude Mitteldeutschlands. Es stand auf einer Anhöhe in Sichtweite des bronzezeitlichen Fürstengrabes von Leubingen.
Entwicklung der Einwohnerzahl in Dermsdorf:
| Jahr | Einwohner |
| ---- | --------- |
| 1910 | 260       |
| 1927 | 270       |
| 1933 | 230       |
| 1939 | 266       |
| 2020 | 116       |

## Politik

### Ortsteilbürgermeister
Am 25. Mai 2014 wurde Carsten Stange (CDU) zum Ortsteilbürgermeister gewählt.

## Kultur und Sehenswürdigkeiten
- Am südlichen Ortsrand von Dermsdorf befindet sich der Flugplatz Erfurt-Sömmerda, ein ehemaliger Militärflugplatz der Gruppe der Sowjetischen Streitkräfte in Deutschland (GSSD). In den dortigen Hangars kann man sich mehrere außer Dienst gestellte Kampfflugzeug-Typen anschauen. Der Flugplatz wird inzwischen als Verkehrslandeplatz genutzt und wird für die Ausbildung von Piloten und Fallschirmspringern verwendet.[2]
- Im Zentrum der Ortslage befindet sich die denkmalgeschützte Dorfkirche St. Johannes Baptist. Die Sanierung der Kirche erfolgt mit Unterstützung der Deutschen Stiftung Denkmalschutz (DSD). Bisher (2010) hat sie ein neues Schieferdach erhalten.
- Südlich des Dorfes am Bach Monna trifft man auf die Durholdsche Mühle.